# Mišo Brečko
Mišo Brečko, slovenski nogometaš, * 1. maj 1984, Trbovlje.

## Življenjepis
Brečko prihaja iz  Trbovelj. Z nogometom se je začel ukvarjati pri 7 letih v klubu  NK Rudar Trbovlje. Igra na položaju  desnega bočnega branilca. V prvoligaški konkurenci je debitiral v dresu Šmartnega, od koder je odšel v  Nemčijo. 
Julija 2004 je podpisal za Hamburger SV, vendar je bil nato posojen klubu Hansa Rostock. Sedem sezon je igral za 1. FC Köln, ob koncu kariere pa je igral za nemškega drugoligaša 1. FC Nürnberg.